# Bill Maynard
Bill Maynard, född Walter Frederick George Williams den 8 oktober 1928 i Heath End i Surrey, död 30 mars 2018 i Leicestershire, var en brittisk skådespelare, komiker, manusförfattare, regissör och sångare. Han blev känd för sin roll som den halvkriminelle men godhjärtade farmaren och affärsmannen Claude Jeremiah Greengrass i den brittiska framgångsrika och populära dramaserien Tillbaka till Aidensfield, en roll han spelade från seriens allra första avsnitt och fram till år 2000.
Sitt artistnamn "Bill Maynard" tog han eftersom han alltid hade kallats Bill ända sedan han var barn, och efternamnet Maynard kom från det populära godiset Maynard Wine Gums som fanns på den tiden.

## Biografi
Maynard fick sitt stora genombrott då han spelade mot Ronnie Barker och Ronnie Corbett i komediserien Football Blues som sändes i början av 1970-talet. Men det var dock i rollen som den late och klumpige familjefadern Selwyn Froggitt i komediserien Oh No, Its Selwyn Froggitt! som sändes mellan 1974 och 1977 som han blev riktigt populär. 1980-talet innebar också framgång för Maynard då han spelade den lömske affärsmannen Fred Moffatt i komediserien The Gaffer. 1980 fick han också sin egen TV-show, The Bill Maynard Show, som var framgångsrik och populär under hela decenniet. Han var även omtyckt programledare för nattradioprogrammet To Midnight with Bill Maynard som sändes från 1980 och framåt.
Maynard gifte sig med Muriel Linnell den 5 november 1949 och paret fick två barn, varav sonen Maynard Williams som är popartist och frontfigur i det brittiska musikbandet The Ryders. Efter nästan trettiofem års äktenskap avled Muriel i juni 1983. Bill Maynard gifte om sig med Tonia Bern 1989 och de var gifta sedan dess fram till Maynards död.
Maynard kom fyra i 1957 års brittiska melodifestival och har hade en framgångsrik sångkarriär, trots att han inte var någon professionell sångare i ordets mening. Han sjöng in låtar som "Hey Liley, Liley Lo", "The Pheasant Pluckers Son" och sjöng även in sin version av The Pogues populära julsång "Fairytale of New York" tillsammans med Tricia Penrose. Hans sträva, något hårda sångröst har uppskattats, speciellt i de rockiga sångerna han sjöng in.
1992 debuterade Maynard i rollen som den halvkriminelle jordbrukaren och affärsmannen Claude Jeremiah Greengrass i den nystartade dramaserien Tillbaka till Aidensfield. Genom åren kom Maynard att bli mycket populär för sin roll som Greengrass, och det är den roll som han själv ansåg vara sin bästa. 
År 2000 drabbades Maynard av en allvarlig stroke och blev tvungen att skrivas in på sjukhus för omedelbar vård. Hans allra sista avsnitt sändes den 24 december 2000. Maynard hade då medverkat oavbrutet i hela tio säsonger och 160 avsnitt av serien. 
Maynard pensionerades 2010 och var bosatt med sin hustru i Leicester. I mars 2018 föll han ur sin permobil och bröt höften. Han avled strax därefter på ett sjukhus i Leicestershire.